# إريك باربر
اريك باربر (بالإنجليزية: Eric Barber)‏ هو لاعب كرة قدم أيرلندي، ولد في 18 يناير 1942 في دبلن في جمهورية أيرلندا، وتوفي في 20 أغسطس 2014 في بوسطن في الولايات المتحدة. شارك مع منتخب جمهورية أيرلندا لكرة القدم. أما مع النوادي، فقد لعب مع برمنغهام سيتي ونادي شامروك روفرز ونادي شيلبورن ونادي فينر.

## وصلات خارجية
- إريك باربر على موقع قاعدة بيانات كرة القدم.إي يو (الإنجليزية)
- إريك باربر على موقع ناشيونال فوتبول تيمز (الإنجليزية)